# 입방체 범주
호모토피 이론에서 입방체 범주(立方體範疇, 영어: cube category)는 각 차원의 초입방체를 대상으로 하는 작은 범주이다.  단체 범주와 유사하지만, 단체 대신 초입방체를 사용한다. 입방체 범주의 반대 범주를 정의역으로 하는 함자를 입방체 대상(立方體對象, 영어: cubical object)이라고 한다. 이는 다양한 차원의 초입방체들을 짜깁기하여 얻는 일종의 “공간”으로 여겨질 수 있으며, 특히, 집합의 범주 속의 입방체 대상을 입방체 집합(立方體集合,  영어: cubical set)이라고 한다.

## 정의
입방체 범주 {\displaystyle \square }는 다음과 같이 여러 방법으로 정의될 수 있지만, 이 정의들은 서로 동치이다.
- 입방체 범주는 구체적으로 초입방체들을 대상으로 하며, 그 사이의 특정 연속 함수를 사상으로 하는 범주로서 정의될 수 있다.
- 입방체 범주는 추상적으로 특별한 사상들로 생성되는 모노이드 범주로서 정의될 수 있다.

범주 {\displaystyle {\mathcal {C}}} 위의 입방체 대상은 함자
{\displaystyle \square ^{\operatorname {op} }\to {\mathcal {C}}}
를 뜻한다. {\displaystyle {\mathcal {C}}} 속의 입방체 대상의 범주를 {\displaystyle \operatorname {c} ({\mathcal {C}})}로 표기하자.
입방체 집합은 집합과 함수의 범주 {\displaystyle \operatorname {Set} } 위의 입방체 대상이다. 즉, 입방체 범주 {\displaystyle \square } 위의 (집합 값의) 준층이다.
{\displaystyle \operatorname {PSh} (\square )=\hom _{\operatorname {Cat} }(\square ^{\operatorname {op} },\operatorname {Set} )}
입방체 집합의 범주 {\displaystyle \operatorname {c} (\operatorname {Set} )}은 물론 그로텐디크 토포스를 이룬다.

### 구체적 정의
입방체 범주 {\displaystyle \square }의 대상들은 자연수(음이 아닌 정수) {\displaystyle n}이다. 이는 {\displaystyle n}차원 초입방체 {\displaystyle \mathbb {I} ^{n}}에 해당한다.
이 사이의 사상들은 다음과 같은 기초적 사상들의 합성이다.
- 각 {\displaystyle \sigma \in \{0,1\}} 및 {\displaystyle i\in \{0,1,\dotsc ,n\}}에 대하여, {\displaystyle \delta _{i}^{\sigma }\colon \mathbb {I} ^{n}\to \mathbb {I} ^{n+1}}. 이는 초입방체의 {\displaystyle i}번째 축에 수직인 두 면 가운데 하나를 취하는 것이며, 어떤 면을 취하는 것인지는 {\displaystyle \sigma }에 의하여 결정된다. 즉, 이는 대략 다음과 같은 함수로 생각할 수 있다.
{\displaystyle (t_{0},t_{1},\dotsc ,t_{n-1})\mapsto (t_{0},t_{1},\dotsc ,t_{i-1},\sigma ,t_{i},t_{n-1})}
- 각 {\displaystyle i\in \{0,1,\dotsc ,n\}}에 대하여, {\displaystyle \epsilon _{i}\colon \mathbb {I} ^{n}\to \mathbb {I} ^{n-1}}. 이는 {\displaystyle n}차원 초입방체를 두께가 0인 {\displaystyle n+1}차원 초입방체로 여기는 것이다. 즉, 이는 대략 다음과 같은 함수로 생각할 수 있다.
{\displaystyle (t_{0},t_{1},\dotsc ,t_{n-1})\mapsto (t_{0},t_{1},\dotsc ,t_{i-1},t_{i+1},\dotsc ,t_{n-1})}

이는 다음을 만족시킨다.
{\displaystyle \epsilon _{i}\circ \delta _{i}^{\sigma }=\operatorname {id} _{\mathbb {I} ^{n}}\qquad (i\in \{0,1,\dotsc ,n\},\;\sigma \in \{0,1\})}
모든 사상들은 이와 같은 유한 개의 기초적 사상들의 합성이다. (특히, 0개의 기초적 사상의 합성은 항등 사상이다.)

### 추상적 정의
우선, 다음과 같은 범주 {\displaystyle \square _{\leq 1}}를 생각하자.
- {\displaystyle \square _{\leq 1}}의 대상은 {\displaystyle 1}과 {\displaystyle \mathbb {I} } 두 개이다.
- {\displaystyle \hom _{\square _{\leq 1}}(1,\mathbb {I} )=\{\iota _{0},\iota _{1}\}}이며, {\displaystyle \hom _{\square _{\leq 1}}(\mathbb {I} ,1)=\{\pi \}}이며, {\displaystyle \hom _{\square _{\leq 1}}(\mathbb {I} ,\mathbb {I} )=\{\iota _{0}\circ \pi ,\pi \circ \iota _{1},\operatorname {id} _{\mathbb {I} }\}}이다.
- 사상의 합성은 다음과 같다.
{\displaystyle \pi \circ \iota _{0}=\pi \circ \iota _{1}=\operatorname {id} _{1}}

이 범주에서 끝 대상은 {\displaystyle 1}이며, 시작 대상은 존재하지 않는다.
이제, {\displaystyle \square _{\leq 1}}로 생성되며, {\displaystyle 1}을 항등원으로 갖는 엄격한(영어: strict) 모노이드 범주 {\displaystyle (\square ,\times ,1)}를 입방체 범주 {\displaystyle \square }라고 한다. 즉, 그 대상들은 {\displaystyle \mathbb {I} ^{n}=\mathbb {I} \times \mathbb {I} \times \dotsb \times \mathbb {I} }이며, 그 사상들은 모노이드 범주의 정의 및 {\displaystyle \square _{\leq 1}}으로 유도된다.

## 성질

### 기하학적 실현
단체 집합과 마찬가지로, 기하학적 실현 함자(영어: geometric realization functor)
{\displaystyle |-|\colon \operatorname {cSet} \to \operatorname {Top} }
및 특이 입방체 복합체 함자(영어: singular cubical complex functor)
{\displaystyle \operatorname {Sing} \colon \operatorname {Top} \to \operatorname {cSet} }
가 존재하며, 이들은 수반 함자를 이룬다.
{\displaystyle |-|\dashv \operatorname {Sing} }

### 호몰로지
단체 집합의 단체 호몰로지와 마찬가지로, 입방체 집합 위에는 입방체 호몰로지(영어: cubical homology)를 정의할 수 있다. 이는 삼각 분할의 단체 호몰로지 및 기하학적 실현의 특이 호몰로지와 일치한다.
구체적으로, 아벨 범주 {\displaystyle {\mathcal {A}}} 속의 입방체 대상 {\displaystyle X_{\bullet }\colon \square ^{\operatorname {op} }\to {\mathcal {A}}}가 주어졌을 때, 다음과 같은 사슬 복합체를 정의할 수 있다.
{\displaystyle \operatorname {C} _{n}(X)=X_{n}}
{\displaystyle \partial _{n}\colon \operatorname {C} _{n}(X)\to \operatorname {C} _{n-1}(X)}
{\displaystyle \partial _{n}=\sum _{i=0}^{n}\left(\overbrace {\operatorname {id} _{1}\otimes \dotsb \otimes \operatorname {id} _{1}} ^{i}\otimes \iota _{0}\otimes \overbrace {\operatorname {id} _{1}\otimes \dotsb \otimes \operatorname {id} _{1}\otimes } ^{n-i-1}\right)^{\operatorname {op} }-\left(\overbrace {\operatorname {id} _{1}\otimes \dotsb \otimes \operatorname {id} _{1}} ^{i}\otimes \iota _{1}\otimes \overbrace {\operatorname {id} _{1}\otimes \dotsb \otimes \operatorname {id} _{1}\otimes } ^{n-i-1}\right)^{\operatorname {op} }}
(이 사슬 복합체는 단체 대상의 무어 사슬 복합체와 유사하다.)
그렇다면, 이 사슬 복합체의 호몰로지를 {\displaystyle X_{\bullet }}의 입방체 호몰로지라고 한다. 입방체 집합 {\displaystyle X_{\bullet }}의 입방체 호몰로지는 각 성분별 자유 아벨 군으로 정의되는 입방체 아벨 군
{\displaystyle \mathbb {Z} [X_{\bullet }]\in \operatorname {c} (\operatorname {Mod} _{\mathbb {Z} })}
의 입방체 호몰로지이다.

### 삼각 분할
마찬가지로, {\displaystyle n}차원 입방체를 {\displaystyle n}차원 단체들로 분할하는 삼각 분할 함자(영어: triangulation functor)
{\displaystyle \operatorname {Tri} \colon \square \to \operatorname {sSet} }
{\displaystyle \operatorname {Tri} \colon \mathbb {I} ^{n}\to (\triangle ^{1})^{\times n}}
가 존재한다. (여기서 {\displaystyle \operatorname {sSet} }은 단체 집합의 범주이다.)
이로부터, 임의의 입방체 집합을 단체 집합에 대응시키는 삼각 분할 함자
{\displaystyle \operatorname {cSet} \to \operatorname {sSet} }
가 존재한다.

### 모형 범주 구조
입방체 집합의 범주 위에는 표준적인 모형 범주 구조가 존재하며, 이에 따라 그 호모토피 범주는 위상 공간의 (퀼런) 호모토피 범주 {\displaystyle \operatorname {hTop} } 및 단체 집합의 호모토피 범주와 동치이다.

## 참고 문헌
- Jardine, John Frederick (2002). “Cubical homotopy theory: a beginning” (PDF) (영어). 2015년 3월 26일에 원본 문서 (PDF)에서 보존된 문서. 2017년 6월 29일에 확인함.